# Felipe Santiago Benítez Avalos
Felipe Santiago Benítez Avalos (Piribebuy, Cordillera, 1 mei 1926 - Asuncion, 19 maart 2009) was Paraguayaans rooms-katholiek geestelijke. Hij was aartsbisschop van Asunción. 
Felipe Santiago Benítez Avalos werd in 1952 tot priester gewijd. Hij promoveerde in de theologie in Buenos Aires in 1953 en stichtte in 1954 de eerste catecheseschool in de parochie  Maria Hemelvaart in Recoleta. In 1961 werd hij benoemd tot titelvoerend bisschop van Chersonesus in Europa en tot hulpbisschop in het aartsbisdom Asuncion. In 1965 werd hij de tweede bisschop van Villarrica. Zijn benoeming tot aartsbisschop van Asunción volgde in 1989. In 2002 ging hij met emeritaat.
Felipe Santiago Benítez Avalos was van 1973 tot 1985 en van 1989 tot 1990 voorzitter van de bisschoppenconferentie van Paraguay. Hij was ook een tijd voorzitter van de bisschoppenconferentie van Latijns-Amerika (CELAM). Naast zijn activiteiten als lid van de pauselijke commissie Catechismus van de Katholieke Kerk, onder leiding van de toenmalige bisschop Josef Ratzinger (paus Benedictus XVI), was hij actief in de "Internationale Raad voor de Catechese".
Hij was de oprichter van de Revista Latinoamericana del CELAM, het Latijns-Amerikaanse tijdschrift van de CELAM, stichter van de Movimiento Obrero Católico del Paraguay (MOC), de katholieke arbeidersbeweging van Paraguay en van de Asociación de Protección a la Joven, de vereniging voor de bescherming van de jeugd.